# Festival de Premios Caballo de Oro de Cine de Taipéi
El Festival de Premios Caballo de Oro de Cine de Taipéi (en chino tradicional, 台北金馬影展; pinyin, Táiběi Jīnmǎ Yǐngzhǎn) o, sencillamente, el Festival de Cine de Taipéi, es un festival de cine y una ceremonia de entrega de premios. Fue fundada en 1962, por la Oficina de Información del Gobierno de Taiwán. Normalmente se celebra cada año en noviembre o diciembre en la capital, Taipéi, aunque ha mudado de emplazamiento por el país en alguna ocasión.

## Categorías
Las categorías premiadas son:
- Mejor película.
- Mejor actor.
- Mejor actriz.
- Mejor actor secundario.
- Mejor actriz secundaria.
- Mejor director.
- Mejor director novel.
- Mejor guion original.
- Mejor guion adaptado.
- Mejor cinematografía.
- Mejor dirección de arte.
- Mejor diseño de vestuario y maquillaje.
- Mejor edición.
- Mejor efectos de sonido.
- Mejor efectos visuales.
- Mejor canción original de la película.
- Mejor banda sonora original de la película.
- Mejor cortometraje.
- Mejor documental.
- Realizador taiwanés destacado del año.
- Mejor coreografía de acción.
- Mejor intérprete novel.